# 忠犬八公 (中国电影)
《忠犬八公》（英語：Hachiko）是一部由徐昂执导、叶如芬监制，冯小刚、陈冲、白举纲和黄楚桐主演的中国电影，翻拍自日本电影《八公犬物语》，中国于2023年3月31日上映。

## 剧情
故事发生在山城重庆，讲述一只中华田园犬自幼被陈教授收养回家，尽管一开始受到妻子李佳珍的反对，但在陈教授的坚持下最终八筒成为家庭一员。后来八筒长期坚持陪伴陈教授在乘坐过江缆车上下班的车站门口等待与守护，它也见证了陈家女儿晓舟出嫁，陈家儿子新桥乘坐列车远赴北京工作。直至有一天陈教授突然因病离世，陈家也经历搬迁等变故，但是八筒依然十年如一日坚持在车站门口等候盼望见到陈教授归来的感人故事。

## 角色
| 演員   | 角色   | 介紹                                   |
| 冯小刚 | 陈敬修 | 重庆一所高校的地质学副教授，原籍北京人 |
| 陈冲   | 李佳珍 | 陈敬修妻子，爱打麻将                   |
| 白举纲 | 陈新桥 | 陈敬修儿子，程序员                     |
| 黄楚桐 | 陈晓舟 | 陈敬修女儿                             |
| 阳博   | 阿明   | 陈晓舟男友，后来成为其丈夫             |
| 钱波   | 老马   | 缆车车站门口的杂货铺老板               |
| 薛旭春 | 小李   | 山城棒棒                               |

## 制作
2021年3月开机拍摄，原定于2021年12月31日上映。
导演徐昂表示，由于电影编剧张寒寺是重庆人，经过实地考察后觉得重庆很适合作为故事背景和拍摄地。
冯小刚表示接拍这部电影的第一个原因就是自己很喜欢狗，也收养过流浪狗。同时表示电影的重点是狗，“人呢，就是给狗狗当好配角。”为了呈现出更好的效果，冯提早进剧组和片中的演员狗狗培养感情。

## 发行
中国大陆首周三天收获6124万人民币排名第三位，最终成绩为2.86亿。